# Wahlen 1881
◄◄ | ◄ | 1877 | 1878 | 1879 | 1880 | Wahlen 1881 | 1882 | 1883 | 1884 | 1885 | ► | ►►

Weitere Ereignisse
Die Liste der Wahlen 1881 umfasst Parlamentswahlen, Präsidentschaftswahlen, Referenden und sonstige Abstimmungen auf nationaler und subnationaler Ebene, die im Jahr 1881 weltweit abgehalten wurden.
Das damalige Wahlrecht entsprach typischerweise nicht den Wahlrechtsgrundsätzen der direkten, geheimen und gleichen Wahl. Zeittypisch waren oft nur kleine Teile der Bevölkerung wahlberechtigt, ein Frauenwahlrecht gab es nur eingeschränkt.

## Termine
| Land              | Datum              | Link zur Wahl 1881          | Link zur letzten Wahl | Bemerkung |
| ----------------- | ------------------ | --------------------------- | --------------------- | --------- |
| Österreich-Ungarn | 24. Juni – 3. Juli | Parlamentswahl in Ungarn    | 1878                  |           |
| Frankreich        | August, September  | Wahl zur Abgeordnetenkammer | 1877                  |           |
| Deutsches Reich   | 27. Oktober        | Reichstagswahl              | 1878                  |           |
| Schweiz           | 30. Oktober        | Schweizer Parlamentswahlen  | 1878                  |           |